# Ho-Pin Tung
Ho-Pin Tung (chiń. 董荷斌; pinyin Dǒng Hébīn; ur. 4 grudnia 1982 roku w Velp) – chińsko–holenderski kierowca wyścigowy. Od początku kariery jeździ z chińską licencją.

## Kariera

### Początki
Młody Tung karierę rozpoczął od kartingu, w 1997 roku, w Holandii. Po rzuceniu tej dyscypliny, w roku 2002 zadebiutował w Formule BMW, w kategorii juniorów. W kolejnym sezonie był już w jej seniorskim odpowiedniku – Azjatyckiej Formule BMW. Po tym sukcesie w sezonie 2004 awansował do wyższej rangą Niemieckiej Formuły 3. Starty w niej kontynuował również w kolejnych dwóch latach. Tytuł zdobył w ostatnim podejściu, potwierdzając tym samym, że nie przez przypadek testował bolid najwyższej klasy. Wygrał wówczas dziewięć wyścigów oraz czterokrotnie zdobył pole position.

### A1 Grand Prix
Oprócz tego spróbował swych sił w A1 Grand Prix. W ciągu dwóch sezonów, siedmiokrotnie dojechał na punktowanej pozycji, przyczyniając się do zajęcia przez jego narodowy zespół odpowiednio 15. i 17. lokaty. W sezonie 2008 wziął udział w kilku wyścigach International GT Open.

### Superleague Formula
W 2009 roku postanowił zaangażować się w Superleague Formula, gdzie początkowo reprezentował klub Atlético Madryt, a od czwartej rundy sezonu Galatasaray SK. W tym czasie dwukrotnie stanął na podium, w tym raz wygrał, pomagając swoim ekipom w zajęciu odpowiednio 15. i 11. miejsca, w generalnej klasyfikacji.

### Seria GP2
W roku 2007, dzięki odpowiednim funduszom, podpisał kontrakt z zespołem BCN Competicion. Reprezentant Chin tylko w jednej rundzie zaprezentował się z dobrej strony, zajmując odpowiednio ósme i czwarte miejsce, na belgijskim torze Spa-Francorchamps. Uzyskane punkty sklasyfikowały Tunga na 23. miejscu.
W kolejnym sezonie, zarówno w azjatyckim, jak i europejskim cyklu, reprezentował włoską ekipę Trident Racing. W zimowej edycji Tung raz zdobył punkty, w drugim wyścigu, na indonezyjskim obiekcie (został sklasyfikowany na 19. lokacie, w ogólnej punktacji). W głównym serialu GP2, Ho-Pin podobnie, jak w przypadku poprzedniego roku startów, tylko w jednej eliminacji znalazł się na premiowanych pozycjach (miało to miejsce, na ulicznym obiekcie Monte Carlo). W pierwszym z wyścigów, zajął siódme miejsce, natomiast w drugim po raz pierwszy w karierze stanął na podium, meldując się na drugiej pozycji. Ostatecznie zmagania ukończył na 18. lokacie.
W sezonie 2010, powrócił do europejskiej serii zaplecza F1, wiążąc się z francuską stajnią DAMS. Ho-Pin nie spisał się jednak najlepiej, zajmując tylko w dwóch wyścigach miejsce w pierwszej dziesiątce (dziesiąte i dziewiąte miejsce w sprintach, odpowiednio w Hiszpanii oraz w Turcji). Podczas drugiego wyścigu, na węgierskim torze Hungaroring, Tung doznał kontuzji, w wyniku wypadku, spowodowanego kolizją z Francuzem Jules'em Bianchim (jego miejsce zajął Francuz Romain Grosjean). Do rywalizacji powrócił na ostatni wyścig sezonu, w Abu Zabi, jednakże za sprawą hiszpańskiego zespołu Racing Engineering (zastąpił Niemca Christiana Vietorisa). Ponownie jednak nie zdobył punktów.

### IndyCar Series
Na sezon 2011 Ho-Pin Tung podpisał kontrakt z ekipą FAZZT Race Team, na udział w amerykańskiej serii open-wheel – IndyCar Series.

### Formuła 1
W roku 2003 po raz pierwszy odbył testy bolidem Formuły 1 – Williams. W 2007 został kierowcą testowym ekipy BMW Sauber. W sezonie 2010 pełnił funkcję kierowcy testowego i rezerwowego zespołu Renault w Formule 1.

## Wyniki w GP2
| Legenda oznaczeń w tabelach wyników Wyświetl szablon na nowej stronie | Legenda oznaczeń w tabelach wyników Wyświetl szablon na nowej stronie                                                                     |
| Oznaczenie                                                            | Wyjaśnienie |
| --------------------------------------------------------------------- | --- |
| Złoty                                                                 | Zwycięzca lub mistrzostwo |
| Srebrny                                                               | 2. miejsce lub wicemistrzostwo |
| Brązowy                                                               | 3. miejsce lub II wicemistrzostwo |
| Zielony                                                               | Ukończył, punktował (w klasyfikacji generalnej, gdy zdobył co najmniej jeden punkt na przestrzeni sezonu, poza trzema powyższymi opcjami) |
| Niebieski                                                             | Ukończył, nie punktował (w klasyfikacji generalnej, gdy nie zdobył co najmniej jednego punktu na przestrzeni sezonu)                      |
| Czerwony                                                              | Nie zakwalifikował się (NZ) |
| Czerwony                                                              | Nie prekwalifikował się (NPK) |
| Różowy                                                                | Nie ukończył (NU) |
| Różowy                                                                | Niesklasyfikowany (NS) (w klasyfikacji generalnej, gdy nie został sklasyfikowany w żadnym wyścigu sezonu)                                 |
| Czarny                                                                | Zdyskwalifikowany (DK) |
| Czarny                                                                | Wykluczony (WYK/EX) |
| Biały                                                                 | Nie wystartował (NW) |
| Biały                                                                 | Kontuzjowany (K/INJ) |
| Biały                                                                 | Wyścig odwołany (OD/C) |
| Bez koloru                                                            | Został wycofany (WYC/WD) |
| Bez koloru                                                            | Nie przybył (NP/DNA) |
| Bez koloru                                                            | Nie brał udziału w treningach (NT/DNP) |
| Bez koloru                                                            | Nie został zgłoszony (–) |
| Pogrubienie                                                           | Start z pole position |
| Kursywa                                                               | Najszybsze okrążenie wyścigu |
| †                                                                     | Nie ukończył, ale jego rezultat został zaliczony ze względu na przejechanie więcej niż 90% dystansu wyścigu.                              |
| *                                                                     | Sezon w trakcie |
| 1/2/3                                                                 | Punktowana pozycja w sprincie kwalifikacyjnym                                                                                             |
| Lista systemów punktacji Formuły 1                                    | |

| Rok  | Zespół                        | Wyniki w poszczególnych eliminacjach | Wyniki w poszczególnych eliminacjach | Wyniki w poszczególnych eliminacjach | Wyniki w poszczególnych eliminacjach | Wyniki w poszczególnych eliminacjach | Wyniki w poszczególnych eliminacjach | Wyniki w poszczególnych eliminacjach | Wyniki w poszczególnych eliminacjach | Wyniki w poszczególnych eliminacjach | Wyniki w poszczególnych eliminacjach | Wyniki w poszczególnych eliminacjach | Wyniki w poszczególnych eliminacjach | Wyniki w poszczególnych eliminacjach | Wyniki w poszczególnych eliminacjach | Wyniki w poszczególnych eliminacjach | Wyniki w poszczególnych eliminacjach | Wyniki w poszczególnych eliminacjach | Wyniki w poszczególnych eliminacjach | Wyniki w poszczególnych eliminacjach | Wyniki w poszczególnych eliminacjach | Wyniki w poszczególnych eliminacjach | Punkty | Pozycja |
| ---- | ----------------------------- | ------------------------------------ | ------------------------------------ | ------------------------------------ | ------------------------------------ | ------------------------------------ | ------------------------------------ | ------------------------------------ | ------------------------------------ | ------------------------------------ | ------------------------------------ | ------------------------------------ | ------------------------------------ | ------------------------------------ | ------------------------------------ | ------------------------------------ | ------------------------------------ | ------------------------------------ | ------------------------------------ | ------------------------------------ | ------------------------------------ | ------------------------------------ | ------ | ------- |
| 2007 | BCN Competition               | BHR                                  | BHR                                  | ESP                                  | ESP                                  | MON                                  | FRA                                  | FRA                                  | GBR                                  | GBR                                  | DEU                                  | DEU                                  | HUN                                  | HUN                                  | TUR                                  | TUR                                  | ITA                                  | ITA                                  | BEL                                  | BEL                                  | VAL                                  | VAL                                  | 4      | 23      |
| 2007 | BCN Competition               | 15                                   | NU                                   | 11                                   | NU                                   | 13                                   | 14                                   | 17                                   | 17                                   | 15                                   | 16                                   | NU                                   | 9                                    | NU                                   | 9                                    | 9                                    | NU                                   | 16                                   | 8                                    | 4                                    | 11                                   | 11                                   | 4      | 23      |
| 2008 | Trident Racing                | ESP                                  | ESP                                  | TUR                                  | TUR                                  | MON                                  | MON                                  | FRA                                  | FRA                                  | GBR                                  | GBR                                  | DEU                                  | DEU                                  | HUN                                  | HUN                                  | VAL                                  | VAL                                  | BEL                                  | BEL                                  | ITA                                  | ITA                                  |                                      | 7      | 18      |
| 2008 | Trident Racing                | NU                                   | 14                                   | 11                                   | NU                                   | 7                                    | 2                                    | NU                                   | 14                                   | 18                                   | NU                                   | 13                                   | 7                                    | NU                                   | 14                                   | NU                                   | 9                                    | 15                                   | 10                                   | NU                                   | 9                                    |                                      | 7      | 18      |
| 2010 |                               | ESP                                  | ESP                                  | MON                                  | MON                                  | TUR                                  | TUR                                  | VAL                                  | VAL                                  | GBR                                  | GBR                                  | DEU                                  | DEU                                  | HUN                                  | HUN                                  | BEL                                  | BEL                                  | ITA                                  | ITA                                  | ARE                                  | ARE                                  |                                      | 0      | 28      |
| 2010 | DAMS                          | 13                                   | 10                                   | NU                                   | NU                                   | 11                                   | 9                                    | NU                                   | 13                                   | NU                                   | 15                                   | NU                                   | 14                                   | NU                                   | NW                                   | -                                    | -                                    | -                                    | -                                    | -                                    | -                                    |                                      | 0      | 28      |
| 2010 | Fat Burner Racing Engineering | -                                    | -                                    | -                                    | -                                    | -                                    | -                                    | -                                    | -                                    | -                                    | -                                    | -                                    | -                                    | -                                    | -                                    | -                                    | -                                    | -                                    | -                                    | NU                                   | 13                                   |                                      | 0      | 28      |

## Wyniki w Azjatyckiej Serii GP2
| Legenda oznaczeń w tabelach wyników Wyświetl szablon na nowej stronie | Legenda oznaczeń w tabelach wyników Wyświetl szablon na nowej stronie                                                                     |
| Oznaczenie                                                            | Wyjaśnienie |
| --------------------------------------------------------------------- | --- |
| Złoty                                                                 | Zwycięzca lub mistrzostwo |
| Srebrny                                                               | 2. miejsce lub wicemistrzostwo |
| Brązowy                                                               | 3. miejsce lub II wicemistrzostwo |
| Zielony                                                               | Ukończył, punktował (w klasyfikacji generalnej, gdy zdobył co najmniej jeden punkt na przestrzeni sezonu, poza trzema powyższymi opcjami) |
| Niebieski                                                             | Ukończył, nie punktował (w klasyfikacji generalnej, gdy nie zdobył co najmniej jednego punktu na przestrzeni sezonu)                      |
| Czerwony                                                              | Nie zakwalifikował się (NZ) |
| Czerwony                                                              | Nie prekwalifikował się (NPK) |
| Różowy                                                                | Nie ukończył (NU) |
| Różowy                                                                | Niesklasyfikowany (NS) (w klasyfikacji generalnej, gdy nie został sklasyfikowany w żadnym wyścigu sezonu)                                 |
| Czarny                                                                | Zdyskwalifikowany (DK) |
| Czarny                                                                | Wykluczony (WYK/EX) |
| Biały                                                                 | Nie wystartował (NW) |
| Biały                                                                 | Kontuzjowany (K/INJ) |
| Biały                                                                 | Wyścig odwołany (OD/C) |
| Bez koloru                                                            | Został wycofany (WYC/WD) |
| Bez koloru                                                            | Nie przybył (NP/DNA) |
| Bez koloru                                                            | Nie brał udziału w treningach (NT/DNP) |
| Bez koloru                                                            | Nie został zgłoszony (–) |
| Pogrubienie                                                           | Start z pole position |
| Kursywa                                                               | Najszybsze okrążenie wyścigu |
| †                                                                     | Nie ukończył, ale jego rezultat został zaliczony ze względu na przejechanie więcej niż 90% dystansu wyścigu.                              |
| *                                                                     | Sezon w trakcie |
| 1/2/3                                                                 | Punktowana pozycja w sprincie kwalifikacyjnym                                                                                             |
| Lista systemów punktacji Formuły 1                                    | |

| Rok  | Zespół         | Wyniki w poszczególnych eliminacjach | Wyniki w poszczególnych eliminacjach | Wyniki w poszczególnych eliminacjach | Wyniki w poszczególnych eliminacjach | Wyniki w poszczególnych eliminacjach | Wyniki w poszczególnych eliminacjach | Wyniki w poszczególnych eliminacjach | Wyniki w poszczególnych eliminacjach | Wyniki w poszczególnych eliminacjach | Wyniki w poszczególnych eliminacjach | Punkty | Pozycja |
| ---- | -------------- | ------------------------------------ | ------------------------------------ | ------------------------------------ | ------------------------------------ | ------------------------------------ | ------------------------------------ | ------------------------------------ | ------------------------------------ | ------------------------------------ | ------------------------------------ | ------ | ------- |
| 2008 | Trident Racing | ARE                                  | ARE                                  | IDN                                  | IDN                                  | MAL                                  | MAL                                  | BHR                                  | BHR                                  | ARE                                  | ARE                                  | 1      | 21      |
| 2008 | Trident Racing | 22                                   | 10                                   | NU                                   | 6                                    | NU                                   | 16                                   | NU                                   | 7                                    | 10                                   | DK                                   | 1      | 21      |